# معجم المطبوعات العربية والمعربة
معجم المطبوعات العربية والمعربة، معجم وضعه يوسف اليان سركيس ويضم أسماء الكتب المطبوعة في الأقطار الشرقية والغربية مع ذكر أسماء مؤلفيها ولمحة من ترجمتهم، وذلك من يوم ظهور الطباعة إلى نهاية سنة 1339هـ - 1919 م.

## منهج المعجم
طبع سركيس معجمه كل صفحة شطرين، وبين اسم المؤلف وتصانيفه بخط واضح، واعتمد ترتيب المؤلفين هجائيا، وكان يذكر كلا من سنة الميلاد والوفاة ومحالها، وكذا مؤلفات الكاتب وأماكن طباعتها، وإن تعددت الطبعات ذكرها، كما زاد بضعة إضافات في الهوامش أحيانا. وجعل له ملحقات وفهرسا هجائيا.

## نقد الكتاب
انتقد أنستاس الكرملي جملة مما رآه نقائص في الكتاب، كإهماله لعدد من كتب بعض المؤلفين، وبعض الأخطاء اللغوية، وما سماه هو بأوهام الطبع، لكنه ما لبث أن استطرد بأن «أوهام الطبع لا صلة لها بفوائد هذا المعجم الفذ».

## طبعات الكتاب
طبع في مطبعة سركيس في مصر سنة 1928، وفي دار صادر في بيروت سنة 1993.